# Telmatobius dankoi
Telmatobius dankoi — вид жаб з родини андійських свистунів (Telmatobiidae).

## Таксономія
До виокремлення виду у 1999 році, його представників відносили до Telmatobius halli. Вид названо на честь чилійського генетика Данко Брнчича.

## Поширення
Ендемік Чилі. Відомий лише у типовій місцевості Лас-Каскадас на півночі країни, вздовж річки Лоа в провінції Ель-Лоа на західних схилах Анд.

## Опис
Дорослі самці сягають 49–55 мм завдовжки, самиці — 46–52 мм. На задній третині тіла, боках, голові та кінцівках є невеликі шипи. Тимпанум і барабанне кільце відсутні.

## Спосіб життя
Живе у невеликих струмках — притоках річки Лоа на висоті 2260 метрів над рівнем моря. Вміст шлунка двох дорослих особин показав, що раціон складається з личинок бабок, равликів роду Littoridina та амфіпод Hyalella gracilicornis.
З тонкого кишечника цієї жаби описано стрічкового черв'яка Ophiotaenia calamensis завдовжки 45-70 мм.